# Naenia claricolor
Naenia claricolor är en fjärilsart som beskrevs av Karl Schawerda 1928. Naenia claricolor ingår i släktet Naenia och familjen nattflyn. Inga underarter finns listade i Catalogue of Life.